# Anatole Le Braz
Anatole Le Braz (Saint-Servais, Côtes-d'Armor 1859 - Menton, 1926) fue un escritor francés en lengua bretona.
Aprendió el bretón en Ploumilliau y más tarde fue maestro en el instituto Quimper, donde contactó con el folclorista François-Marie Luzel. Colaboró en la revista L'Hermine (1889) y en Feiz ha Breizh. En 1898 colaboraría en la creación de la Keuredigezh Broadel Breizh (Sociedad Nacional de Bretaña) y en 1911 en la Unión Regionalista Bretona. Era amigo de Francis Gourvil y fue profesor de la Universidad de Rennes de 1901 a 1924.

## Obra
- Tryphina Keranglaz, poema, 1892
- An Ankou. La Légende de la mort chez les Bretons armoricains, 1893.
- Les Saints bretons d'après la tradition populaire en Cornouaille, 1893-1894.
- Au pays des pardons, crónicas, 1894.
- Pâques d'Islande, novela, 1897.
- Le Gardien du feu, cuentos, 1900.
- Le Sang de la sirène, novela, 1901.
- Cognomerus et sainte Trefine. Mystère breton en deux journées, texto y traducción, 1904
- Vieilles histoires du pays breton, 1905
- Contes du soleil et de la brume, novela, 1905.
- Ames d'Occident, novela, 1911.
- Theatre celtique, 1905
- Sonion Breizh-Izel (Canciones de la Baja Bretaña), 1892